# Nathalie Fortain
Nathalie Fortain (née Marchand le 12 juillet 1969 à Poitiers) est une athlète française, spécialiste de la marche.

## Biographie
Elle participe aux Jeux olympiques de 1996, à Atlanta, et se classe 31e de l'épreuve du 10 kilomètres marche. Elle s'incline dès les séries du 10 000 m marche lors des championnats du monde 1997.
Elle est sacrée championne de France en salle du 3 000 m marche en 1991, 1992 et 1994, championne de France du 5 000 m marche en 1989, du 10 000 m marche en 1989, du 10 km marche en 1990, 1991 et 1992.
Elle améliore à trois reprises le record de France du 3 000 m marche (13 min 17 s 8 en 1991, 13 min 9 s 33 en 1992 et 12 min 50 s 38 en 1994, et à deux reprises celui du 5 000 m marche (22 min 39 s 25 en 1988 et 22 min 26 s 5 en 1990).